# Richelle Mead

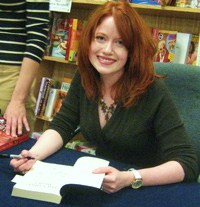
Richelle Mead - September 2009.

Richelle Mead, född 12 november 1976 i Michigan, är en amerikansk, urban fantasy-författare. Hon är känd för Georgina Kincaid-serien, Vampire Academy-serien, Bloodlines-serien (som är en spin-off på Vampire Academy-serien), Age of X-serien och Dark Swan-serien. Flera av hennes böcker har legat på New York Times bestseller-lista. Sammanlagt har hon skrivit över tjugofem böcker.

## Böcker
- Törst (Vampire Academy), filmen Vampire Academy baseras på denna bok
- Fruset blod (Frostbite)
- Skuggkysst (Shadow Kiss)
- Löftet (Blood Promise)
- Andens kraft (Spirit Bound)
- Yttersta offret (Last Sacrifice)

- Bloodlines
- The Golden Lily
- The Indigo Spell
- The Fiery Heart
- Silver Shadows
- The Ruby Circle